# Perlová mešita (Ágra)
Perlová mešita (urdsky موتِی مَسجِد‎, hindsky मोती मस्जिद, anglicky Pearl Mosque, známá též jako Moti Masdžíd) se nachází v centrální části Pevnosti Ágra v indickém státě Uttarpradéš. Stavba obložená bílým kamenem představuje značný kontrast k většině budov pevnosti, které vznikly z červeného pískovce. Mešita se nachází v pro veřejnost nepřístupné části pevnosti, kterou využívá indická armáda. 

## Popis stavby
Mešita stojí na půdě, která se ve směru od východu na západ mírně svažuje. Její otevřené nádvoří (typické pro mešity v Indii a v Íránu) má postranní arkády a terasy. Zevnitř je však stavba zbudována také z červeného pískovce. Namísto ívánu typického pro obdobné stavby (např. páteční mešitu) však prostor svatyně tvoří objekt ne nepodobný přijímacímu sálu (Diwan-i-Am) s typickými sloupy a vícelaločnými oblouky. Dva mihráby se nacházejí z bočních stran dvora. Ze všech jeho stran jsou na střechách umístěny nacházejí typické dekorativní věže (čatrí).
V mešitě se nachází oddělený prostor, který byl určen pro modlitby žen.

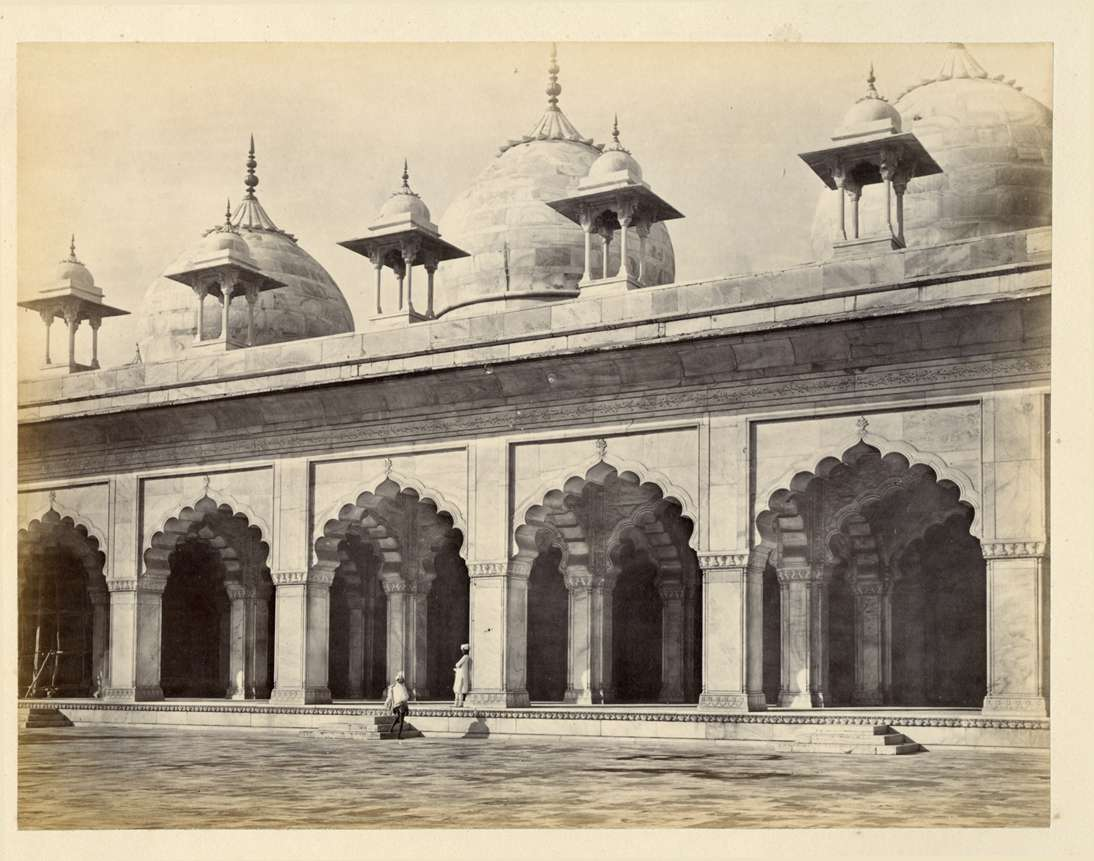
Mešita v roce 1880.
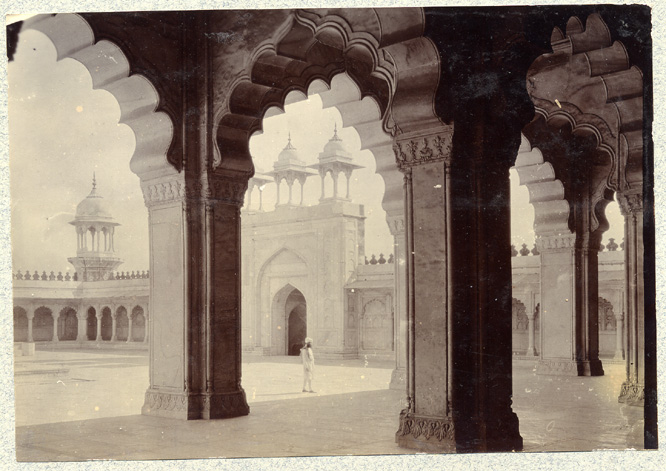
Historický pohled na stavbu.
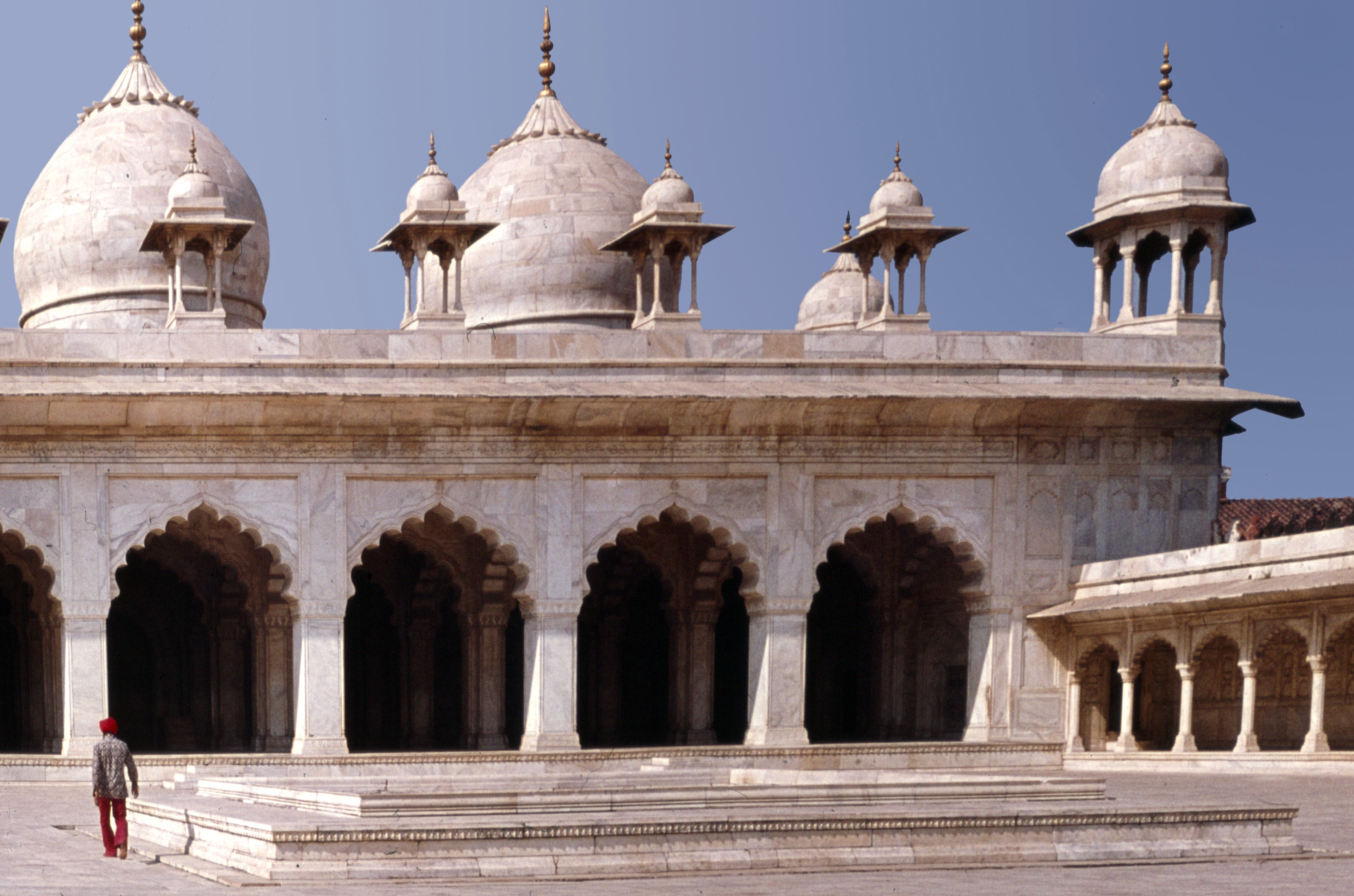
Mešita v roce 1976.
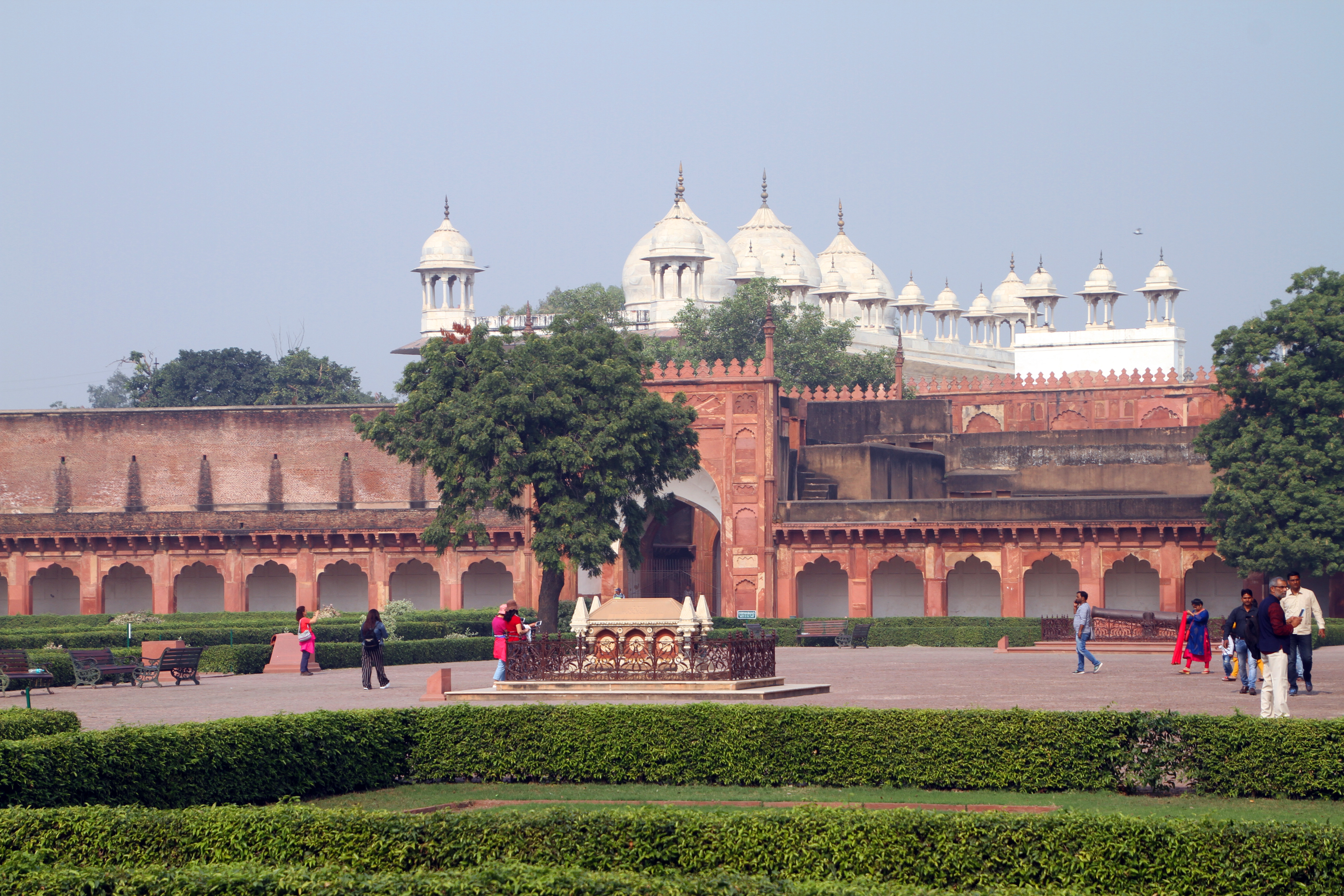
Pohled z veřejně přístupné části pevnosti.
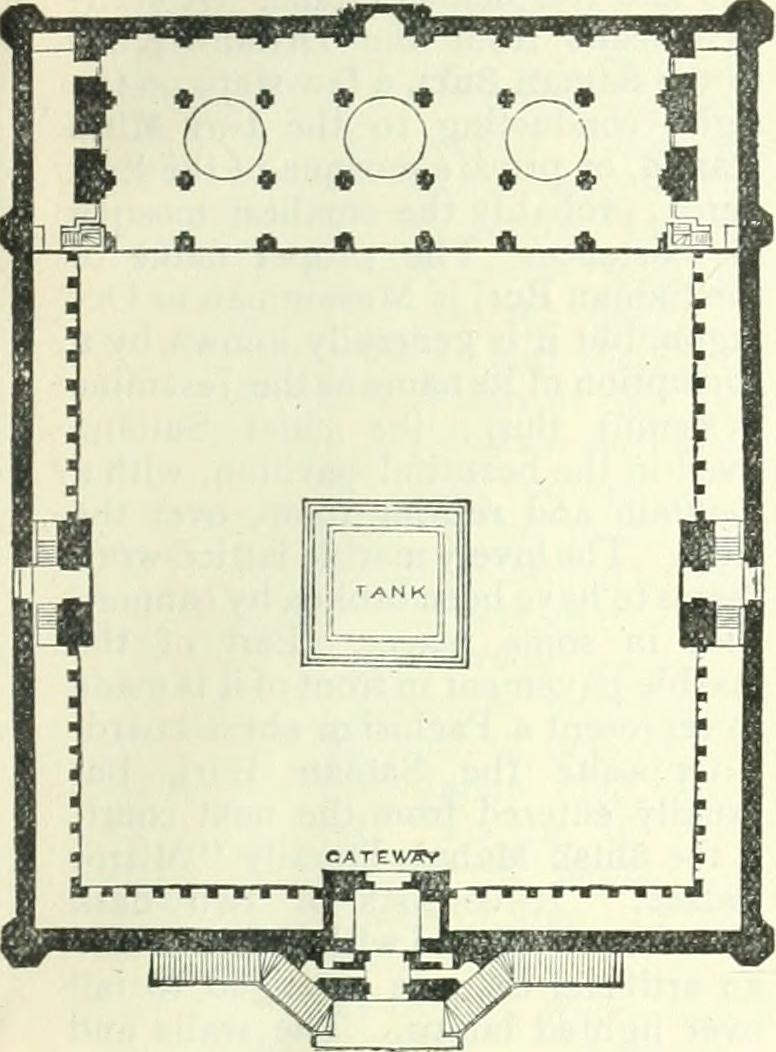
Půdorys stavby.
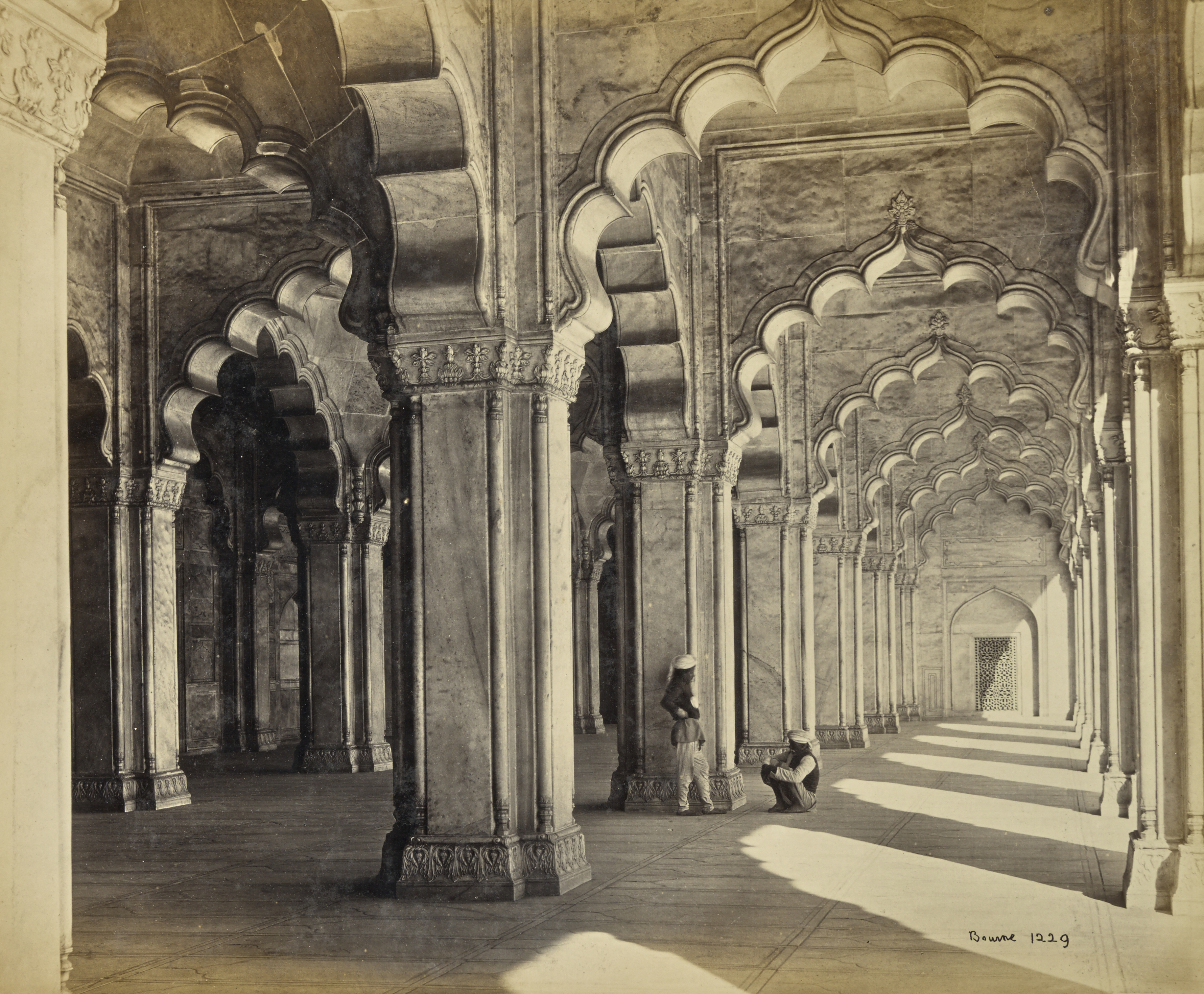
Oblouky v interiéru stavby.

## Historie
Mešitu nechal vybudovat mughalský císař Šáhdžahán. Pro její vznik nařídil vybourat několik starších budov, které stály v této části pevnosti. Sloužila pro modlitby císařského dvora. Její výstavba trvala sedm let roky a stála 260 tisíc tehdejších rupií. Jednalo se ve své době o velmi nákladný projekt. Stavba byla zahájena v roce 1647 a dokončena v roce 1654.
Obdobná mešita stojí také v Červené pevnosti v Dillí. Tu nechal císař Aurangzéb vybudovat v závěru 50. let 17. století.